# Vladimir Dedijer
Vladimir Dedijer (Beograd, 4. veljače 1914. –  Boston, 30. studenog 1990.) narodni heroj Jugoslavije,  akademik, publicist i novinar. 

## Životopis
Otac Jevto Dedijer bio je profesor na Beogradskom sveučilištu. Djetinjstvo i mlade godine provodi u Beogradu, završava osnovnu školu, gimnaziju i novinarstvo. 1937 diplomirao je pravo u Beogradu
Zatim se uključio aktivno u komunistički radnički pokret. Uređivao je tada listove kao primjerice „Politika“, „Vreme“ i „Kraljevski list“.
Tada je Vlado Dedijer je radio u korist komunističke propagande.
Tijekom drugog svjetskog rata imao je zadatak organizirati političko-propagandni rad, poduku komunista i rad u listu „Borba“ kao uređivač, zajedno s Milovanom Đilasom. Tada je nastalo njihovo veliko prijateljstvo.
Bio je "Službeni" Titov životopisac a 1953. objavio je knjigu Josip Broz Tito. 

## Vanjske poveznice
- Novosti.rs